# Ksawrówka
Ksawrówka (ukr. Романівка) – wieś na Ukrainie w rejonie czerwonogrodzkim obwodu lwowskiego.